# Цзюйцюй Аньчжоу
Цзюйцюй Аньчжоу (кит.: 沮渠安周; піньїнь: Juqu Anzhou; пом. 460) — останній правитель Північної Лян періоду Шістнадцяти держав.

## Життєпис
Був сином Цзюйцюй Менсюня. Деякі історичні джерела називають його останнім правителем Північної Лян. 439 року Північну Лян захопила Північна Вей. До 442 року трон фактично залишався порожнім, а тоді формальним володарем став ще один син Цзюйцюй Менсюня Цзюйцюй Ухуей.
Цзюйцюй Аньчжоу зійшов на престол після смерті Цзюйцюй Ухуей 444 року. Формально залишався правителем до своєї смерті 460 року. Після того династія припинила своє існування.

## Девіз правління
- Ченпін (承平) 444-460